# Howard Brenton
Howard Brenton född 13 december 1942 i Portsmouth, är en engelsk dramatiker, författare, journalist och översättare.

## Pjäser (i urval)
- Revenge 1969
- Weapons of happiness 1976
- Pravda 1985
- The Romans in Britain 1980
- Moscow Gold 1990
- Berlin Bertie 1992